# Candace Parkerová
Candace Nicole Parkerová, nepřechýleně Parker (* 19. dubna 1986 St. Louis, Missouri), je americká basketbalistka hrající na pozici pivotky.
Je považovaná za jednu z nejlepších basketbalistek hrajících v WNBA. Draftovaná byla v roce 2008 týmem Los Angeles Sparks. Za tým odehrála 13 sezón, titul vyhráli v roce 2016. Stala se taktéž MVP finálové série. V letech 2021–2022 hrála za tým Chicago Sky, se kterým v roce 2022 vyhrála svůj druhý titul. V sezóně 2023 hrála za tým Las Vegas Aces, se kterým vyhrála svůj třetí titul.
V Eurolize hrála v letech 2010–2015 za ruský klub UGMK Jekatěrinburg. Euroligový titul vyhrála v roce 2013.
Je držitelkou dvou zlatých medailí z olympijských her – z let 2008 a 2012.
V červnu 2008 se stala druhou ženou v historii WNBA, která zasmečovala v základní části sezóny WNBA proti týmu Indiana Fever.

## Osobní život
V roku 2008 se vdala za amerického profesionálního basketbalistu Sheldena Williamse. V roce 2009 se páru narodila dcera Lailaa Nicole Williamsová. Rozešli se v listopadu 2016 po osmi letech manželství.
V prosinci 2021 oznámila, že sa vdala sa ruskou profesionální basketbalistku Annu Petrakovu a že spolu čekají dítě. Syn Airr Larry Petrakov Parker se Petrakové narodil v únoru 2022. V prosinci 2023 oznámila, že čekají další dítě.